# All Day and a Night
All Day and a Night é um filme americano de 2020 escrito e dirigido por Joe Robert Cole . É estrelado por Jeffrey Wright, Ashton Sanders e Yahya Abdul-Mateen II. Foi lançado em 1 de maio de 2020 pela Netflix .  

## Premissa
Um jovem negro chega na prisão enquanto olha para os dias que antecederam sua prisão e as circunstâncias de sua infância para encontrar pistas sobre o caminho a seguir na vida e na sobrevivência.

## Elenco
- Ashton Sanders como Jahkor Abraham Lincoln
  - Jalyn Hall como jovem Jahkor
- Jeffrey Wright como James Daniel "JD" Lincoln
- Yahya Abdul-Mateen II como Big Stunna
- Isaiah John como TQ
- Kelly Jenrette como Delanda
- Shakira Ja-nai Paye como Shantaye
- Regina Taylor como Tommetta
- Christopher Meyer como Lanmark
- Andrea Lynn Ellsworth como Kim
- Andrew Lopez como Interno
- Baily Hopkins como Ms. Ferguson
- Gretchen Klein como Debbie
- Andray Johnson como Mr. Hudson

## Produção
Em 20 de março de 2018, foi anunciado que a Netflix exibiu um novo filme intitulado All Day and a Night, escrito e dirigido por Joe Robert Cole . Em julho de 2018, Ashton Sanders, Jeffrey Wright, Yahya Abdul-Mateen II, Regina Taylor, Kelly Jenrette, Isaiah John, Shakira Ja-nai Paye e Andrea Lynn Ellsworth se juntaram ao elenco do filme. Em agosto de 2018, Jalyn Hall e Christopher Meyer se juntaram ao elenco do filme.
A fotografia principal começou em 30 de julho de 2018.
Foi lançado em 1 de maio de 2020.

## Recepção
All Day and a Night possui uma classificação de aprovação de 53% no site agregador de críticas Rotten Tomatoes, com base em 17 avaliações, com uma média ponderada de 5,85 / 10.